# Diplazium lobulosum
Diplazium lobulosum är en majbräkenväxtart som först beskrevs av Nathaniel Wallich och som fick sitt nu gällande namn av Karel Presl. 
Diplazium lobulosum ingår i släktet Diplazium och familjen Athyriaceae. Utöver nominatformen finns också underarten Diplazium lobulosum shilinicola.